# Zoo周刊
《Zoo周刊》（英語：Zoo Weekly）是一本英國男性雜誌，在英國是由鮑爾傳媒集團每週出版一本。該刊物於2004年1月29日開始發行，並擊敗了同年份成立的對手《Nuts雜誌》（2014年4月結束）。
2015年11月17日，在《Zoo》網站上，宣布該刊物暫停出版。
《Zoo》的內容多為搞笑新聞、體育評論與魅力模特兒寫真所組成，並包括娛樂（如電視劇、電影與電子遊戲）、時尚與讀者來信。

## 外部連結
- 英國版
- 澳洲版
- Stealing content （页面存档备份，存于）